# Новый Кривск
Новый Кривск (бел. Новы Крыўск) — деревня в Курганском сельсовете Рогачёвского района Гомельской области Беларуси.
На западе граничит с лесом.

## География

### Расположение
В 41 км на восток от районного центра и железнодорожной станции Рогачёв (на линии Могилёв — Жлобин), 84 км от Гомеля.

## Транспортная сеть
На шоссе Довск — Гомель. Планировка состоит из длинной, прямолинейной улицы, ориентированной с юго-востока на северо-запад (по обе стороны шоссе), к которой с востока присоединяется чуть изогнутая, с запада прямолинейная улицы. Застройка преимущественно деревянная, двусторонняя, усадебного типа.

## История
Обнаруженный археологами курганный могильник X—XII веков (44 насыпи, в 1,5 км на восток от деревни) свидетельствует о заселении этих мест с давних времён. Современная деревня основана переселенцами из деревни Кривск в начале XX века.
В 1920-х годах до основания деревни Новый Кривск - хутор Белое Болото православного прихода в деревне Рисков святителя Николая, Довская волость Рогачевский уезд Могилёвская губерния.
В 1930 году организован колхоз «Коммунар», работала кузница. 2 жителя погибли в советско-финскую войну.
04.06.1943 года в 6 часов 70 автоматчиков 2-го мотострелкового полка отдельной мотострелковой бригады особого назначения войск НКВД СССР организовали здесь засаду на 8 крытых немецких автомашин, имеющих на прицепе 2 пушки. Уничтожили 8 немецких автомашин с солдатами, захватили 2 орудия, 2 миномета, 3 пулемета, 2 автомата, 25 винтовок, более 300 комбинезонов.
В ноябре 1943 года оккупанты сожгли 19 дворов и убили 35 жителей. В боях за деревню и её окрестности погибли 57 воинов РККА (похоронены в братской могиле на кладбище). 54 жителя погибли на фронте. Согласно переписи 1959 года в составе совхоза «1 Мая» (центр — агрогородок Курганье). Располагались клуб, отделение связи.

## Население

### Численность
- 2019 год — 59 дворов, 104 жителя.
- 2004 год — 130 хозяйств, 237 жителей.

### Динамика
- 1925 год — 57 хозяйств.
- 1940 год — 208 дворов, 1049 жителей.
- 1959 год — 671 житель (согласно переписи).
- 2004 год — 130 хозяйств, 237 жителей.
- 2019 год — 59 дворов, 104 жителя.